# Тарагона
 Тази статия е за града в Испания.  За провинцията вижте Тарагона (провинция).  
Тарагона (на каталонски: Tarragona) е град в Североизточна Испания, на брега на Средиземно море, административен център на едноименната провинция Тарагона в автономната област Каталония. Градът има население от 131 507 жители (по данни към 1 януари 2017 г.).

## История
Тарагона (Тарако, на латински: Tarraco) е сред най-древните испански градове. Завладян от римляните през 3 век пр.н.е., градът става столица на римската провинция – отначало Близка Испания по време на републиката, а след това Тараконска Испания. Пълното му име тогава е Colonia Iulia Urbs Triumphalis Tarraco.